# 無関普門
無関普門（むかんふもん）は、鎌倉時代中期の臨済宗の僧。諱は玄悟。房号は普門房。諡号は大明国師。出生は信濃国高井郡保科（現・長野市）。信濃源氏井上氏の一族で、生母が越後平氏の出身であったため、越後国で養育される。

## 経歴
13歳の時、越後国正円寺で出家して剃髪。塩田流北条氏の治めていた信濃国塩田荘（現・長野県上田市）の講席に列し、数年後正円寺に戻り叔父の寂円に仕えた。19歳のときに上野国長楽寺で栄朝から菩薩戒を受けている。その後、関東や北越の講席を遊歴し、京都東福寺の円爾（弁円）に参禅した。建長3年（1251年）、中国の宋にわたり、弘長元年（1261年）に帰国するまで禅宗寺院を巡歴して参禅した。その後、弘安4年（1281年）に藤原実経に請われて東福寺の第三世住持となった。正応元年（1288年）、亀山上皇の離宮に出没する妖怪を降伏（ごうぶく）した功により、南禅寺開山となっている。
東福寺の塔頭龍吟庵は終焉の地となった住居跡であり塔所（墓所）。南禅寺の塔頭である天授庵も虎関師錬により無関普門の塔所として建立されたものである。

## 参考
1. ↑  『須高』68号